# 安多弗鎮區 (新澤西州)
安多弗鎮區（英語：Andover Township）是位於美國新澤西州蘇塞克斯縣的一個鎮區。

## 地方資料
安多弗鎮區的面積為53.85平方千米，當中陸地面積為51.92平方千米，而水域面積為1.93平方千米。根據2020年美國人口普查的數據，當地共有人口5996人，而人口密度為每平方千米111.35人。